# Olympische Sommerspiele 1972/Wasserball
Bei den XX. Olympischen Sommerspielen 1972 in München fand ein Wasserball-Turnier statt. Austragungsorte waren die Olympia-Schwimmhalle und das Dantebad.

## Turnier
Für das olympische Turnier qualifiziert waren die ersten sechs Teams der Europameisterschaft 1970 (Sowjetunion, Ungarn, Jugoslawien, Italien, Niederlande, Rumänien), die ersten vier Teams der Panamerikanischen Spiele 1971 (USA, Kuba, Mexiko, Kanada), der Sieger der Asienspiele 1970 (Japan) und Australien. Da der letzte Olympiasieger Jugoslawien und der EM-Siebte Bundesrepublik Deutschland als Gastgeber automatisch teilnahmeberechtigt waren, rückten Griechenland, Spanien und Bulgarien nach.
Es gab drei Vorrundengruppen; die drei Medaillengewinner von 1968 (Jugoslawien, Sowjetunion, Ungarn) waren gesetzt und erhielten ihre Gegner zugelost. Die zwei besten Teams jeder Gruppe rückten in die Finalrunde um die Plätze 1 bis 6 vor, die dritt- und viertklassierten Teams spielten um die Plätze 7 bis 12 (direkte Begegnungen der Vorrunde wurden mitgezählt).

### Medaillengewinner
| Platz | Land | Spieler |
| ----- | ---- | --- |
| 1     | URS  | Anatoli Akimow, Alexei Barkalow, Alexander Dolguschin, Alexander Drewal, Wadim Guljajew, Alexander Kabanow, Nikolai Melnikow, Leonid Ossipow, Alexander Schidlowski, Wladimir Schmudski, Wjatscheslaw Sobtschenko |
| 2     | HUN  | András Bodnár, Tibor Cservenyák, Tamás Faragó, István Görgényi, Zoltán Kásás, Ferenc Konrád, István Magas, Endre Molnár, Dénes Pócsik, László Sárosi, István Szívós                                               |
| 3     | USA  | Peter Asch, Steven Barnett, Bruce Bradley, Stanley Cole, James Ferguson, Eric Lindroth, John Parker, Gary Sheerer, James Slatton, Russell Webb, Barry Weitzenberg                                                 |

### Vorrunde
Gruppe A
| Platz | Team               | Siege | Unent. | Ndlg. | Tore  | Diff. | Punkte |
| ----- | ------------------ | ----- | ------ | ----- | ----- | ----- | ------ |
| 1.    | Vereinigte Staaten | 5     | 0      | 0     | 31:18 | + 13  | 10     |
| 2.    | Jugoslawien        | 4     | 0      | 1     | 35:24 | + 11  | 8      |
| 3.    | Kuba               | 3     | 0      | 2     | 28:23 | + 5   | 6      |
| 4.    | Rumänien           | 2     | 0      | 3     | 38:26 | + 12  | 4      |
| 5.    | Mexiko             | 1     | 0      | 4     | 25:30 | - 5   | 2      |
| 6.    | Kanada             | 0     | 0      | 5     | 14:50 | - 36  | 0      |

| 27. August | 10:00 | Jugoslawien | Kanada      | 12:4 (3:1, 4:1, 3:1, 2:1) |
| 27. August | 16:00 | Mexiko      | Kuba        | 4:6 (1:2, 0:1, 1:1, 2:2)  |
| 27. August | 18:00 | Rumänien    | USA         | 3:4 (0:1, 1:2, 1:0, 1:1)  |
| 28. August | 12:00 | USA         | Kuba        | 7:6 (1:1, 1:0, 2:1, 3:4)  |
| 28. August | 15:00 | Mexiko      | Kanada      | 7:3 (2:1, 0:1, 1:0, 4:1)  |
| 28. August | 20:00 | Rumänien    | Jugoslawien | 7:8 (3:2, 2:1, 2:2, 0:3)  |
| 29. August | 11:00 | USA         | Kanada      | 8:1 (2:0, 3:0, 1:0, 2:1)  |
| 29. August | 13:00 | Mexiko      | Jugoslawien | 3:5 (0:1, 1:1, 1:3, 1:0)  |
| 29. August | 16:00 | Rumänien    | Kuba        | 3:4 (0:2, 2:1, 0:1, 1:0)  |
| 30. August | 10:00 | Jugoslawien | Kuba        | 7:5 (0:2, 3:1, 2:1, 2:1)  |
| 30. August | 12:00 | Rumänien    | Kanada      | 16:4 (1:1, 6:1, 5:1, 4:1) |
| 30. August | 15:00 | Mexiko      | USA         | 5:7 (1:1, 1:4, 1:1, 2:1)  |
| 31. August | 11:00 | Kuba        | Kanada      | 7:2 (2:0, 2:0, 1:2, 2:0)  |
| 31. August | 13:00 | Jugoslawien | USA         | 3:5 (0:1, 1:1, 1:2, 1:1)  |
| 31. August | 20:00 | Rumänien    | Mexiko      | 9:6 (2:2, 3:1, 2:0, 2:3)  |

Gruppe B
| Platz | Team           | Siege | Unent. | Ndlg. | Tore  | Diff. | Punkte |
| ----- | -------------- | ----- | ------ | ----- | ----- | ----- | ------ |
| 1.    | Ungarn         | 3     | 1      | 0     | 22:06 | + 16  | 7      |
| 2.    | BR Deutschland | 2     | 2      | 0     | 21:13 | + 8   | 6      |
| 3.    | Niederlande    | 2     | 1      | 1     | 14:11 | + 3   | 5      |
| 4.    | Australien     | 0     | 1      | 3     | 14:27 | - 13  | 1      |
| 5.    | Griechenland   | 0     | 1      | 3     | 13:27 | - 14  | 1      |

| 27. August | 10:00 | Ungarn         | Niederlande  | 3:0 (0:0, 2:0, 0:0, 1:0)  |
| 27. August | 16:00 | Griechenland   | Australien   | 7:7 (3:3, 2:1, 1:2, 1:1)  |
| 28. August | 10:00 | Australien     | Niederlande  | 2:4 (1:0, 0:0, 0:1, 1:3)  |
| 28. August | 17:00 | BR Deutschland | Ungarn       | 3:3 (1:0, 0:1, 0:2, 2:0)  |
| 29. August | 10:00 | BR Deutschland | Niederlande  | 4:4 (2:1, 1:0, 0:1, 1:2)  |
| 29. August | 14:00 | Griechenland   | Ungarn       | 1:6 (0:3, 0:0, 0:2, 1:1)  |
| 30. August | 14:00 | Australien     | Ungarn       | 2:10 (0:3, 1:2, 0:3, 1:2) |
| 30. August | 18:00 | BR Deutschland | Griechenland | 8:3 (3:1, 3:1, 1:1, 1:0)  |
| 31. August | 14:00 | BR Deutschland | Australien   | 6:3 (1:1, 2:0, 1:0, 2:2)  |
| 31. August | 14:00 | Griechenland   | Niederlande  | 2:6 (1:0, 0:2, 1:3, 0:1)  |

Gruppe C
| Platz | Team        | Siege | Unent. | Ndlg. | Tore  | Diff. | Punkte |
| ----- | ----------- | ----- | ------ | ----- | ----- | ----- | ------ |
| 1.    | Sowjetunion | 4     | 0      | 0     | 30:09 | + 21  | 8      |
| 2.    | Italien     | 3     | 0      | 1     | 27:16 | + 11  | 6      |
| 3.    | Spanien     | 2     | 0      | 2     | 19:22 | - 3   | 4      |
| 4.    | Bulgarien   | 1     | 0      | 3     | 18:25 | - 7   | 2      |
| 5.    | Japan       | 0     | 0      | 4     | 14:36 | - 22  | 0      |

| 27. August | 10:00 | Spanien     | Japan       | 6:4 (2:1, 1:2, 1:1, 2:0)  |
| 27. August | 17:00 | Italien     | Sowjetunion | 1:4 (1:0, 0:2, 0:2, 0:0)  |
| 28. August | 11:00 | Sowjetunion | Japan       | 11:1 (1:0, 4:1, 3:0, 3:0) |
| 28. August | 14:00 | Italien     | Bulgarien   | 8:5 (3:1, 3:2, 2:1, 0:1)  |
| 29. August | 12:00 | Sowjetunion | Bulgarien   | 7:2 (2:0, 2:1, 2:0, 1:1)  |
| 29. August | 19:00 | Italien     | Spanien     | 6:2 (1:0, 0:1, 2:1, 3:0)  |
| 30. August | 11:00 | Niederlande | Japan       | 7:4 (3:1, 0:1, 2:1, 2:1)  |
| 30. August | 14:00 | Spanien     | Sowjetunion | 5:8 (0:1, 1:2, 2:2, 2:3)  |
| 31. August | 10:00 | Italien     | Spanien     | 12:5 (4:1, 3:0, 1:1, 4:3) |
| 31. August | 19:00 | Spanien     | Bulgarien   | 6:4 (0:0, 2:1, 2:1, 2:2)  |

### Finalrunde

#### Gruppe I
| Platz | Team               | Siege | Unent. | Ndlg. | Tore  | Diff. | Punkte |
| ----- | ------------------ | ----- | ------ | ----- | ----- | ----- | ------ |
| 1.    | Sowjetunion        | 3     | 2      | 0     | 22:16 | + 6   | 8      |
| 2.    | Ungarn             | 3     | 2      | 0     | 23:18 | + 5   | 8      |
| 3.    | Vereinigte Staaten | 2     | 2      | 1     | 24:23 | + 1   | 6      |
| 4.    | BR Deutschland     | 0     | 3      | 2     | 15:18 | - 3   | 3      |
| 5.    | Jugoslawien        | 1     | 1      | 3     | 20:24 | - 4   | 3      |
| 6.    | Italien            | 0     | 2      | 3     | 21:26 | - 5   | 2      |

| 1. September 1972 14:00 Uhr | Ungarn                | 8:7                  | Italien              | Dantebad, München Zuschauer: 1.980 Schiedsrichter: Cornel Mărculescu |
| 1. September 1972 14:00 Uhr | meiste Tore: Szívós 3 | (1:0, 2:1, 3:4, 2:2) | meiste Tore: Pizzo 3 | Dantebad, München Zuschauer: 1.980 Schiedsrichter: Cornel Mărculescu |
| 1. September 1972 14:00 Uhr |                       |                      |                      | Dantebad, München Zuschauer: 1.980 Schiedsrichter: Cornel Mărculescu |

| 1. September 1972 15:30 Uhr | Vereinigte Staaten     | 4:4                  | BR Deutschland         | Dantebad, München Zuschauer: 2.590 Schiedsrichter: Eugeni Asencio |
| 1. September 1972 15:30 Uhr | meiste Tore: Sheerer 2 | (3:1, 1:1, 0:0, 0:2) | meiste Tore: Teicher 2 | Dantebad, München Zuschauer: 2.590 Schiedsrichter: Eugeni Asencio |
| 1. September 1972 15:30 Uhr |                        |                      |                        | Dantebad, München Zuschauer: 2.590 Schiedsrichter: Eugeni Asencio |

| 1. September 1972 19:30 Uhr | Jugoslawien            | 4:5                  | Sowjetunion             | Olympia-Schwimmhalle, München Zuschauer: 7.980 Schiedsrichter: Eugenio Martínez |
| 1. September 1972 19:30 Uhr | meiste Tore: Bonačić 2 | (1:2, 0:2, 2:0, 1:1) | meiste Tore: Barkalow 3 | Olympia-Schwimmhalle, München Zuschauer: 7.980 Schiedsrichter: Eugenio Martínez |
| 1. September 1972 19:30 Uhr |                        |                      |                         | Olympia-Schwimmhalle, München Zuschauer: 7.980 Schiedsrichter: Eugenio Martínez |

| 2. September 1972 14:00 Uhr | Jugoslawien            | 6:6                  | Italien                | Dantebad, München Zuschauer: 3.250 Schiedsrichter: Willem Goose |
| 2. September 1972 14:00 Uhr | meiste Tore: Marović 2 | (2:2, 2:1, 1:1, 1:2) | meiste Tore: Simeoni 3 | Dantebad, München Zuschauer: 3.250 Schiedsrichter: Willem Goose |
| 2. September 1972 14:00 Uhr |                        |                      |                        | Dantebad, München Zuschauer: 3.250 Schiedsrichter: Willem Goose |

| 2. September 1972 15:30 Uhr | BR Deutschland                    | 2:4                  | Sowjetunion           | Dantebad, München Zuschauer: 3.430 Schiedsrichter: Mateo Manguillot |
| 2. September 1972 15:30 Uhr | meiste Tore: Nossek, Stiefel je 1 | (1:1, 1:3, 0:0, 0:0) | meiste Tore: Drewal 2 | Dantebad, München Zuschauer: 3.430 Schiedsrichter: Mateo Manguillot |
| 2. September 1972 15:30 Uhr |                                   |                      |                       | Dantebad, München Zuschauer: 3.430 Schiedsrichter: Mateo Manguillot |

| 2. September 1972 19:30 Uhr | Vereinigte Staaten                       | 3:5                  | Ungarn                | Olympia-Schwimmhalle, München Zuschauer: 8.750 Schiedsrichter: George Geurtsen |
| 2. September 1972 19:30 Uhr | meiste Tore: Cole, Sheerer, Bradley je 1 | (0:0, 1:2, 2:2, 0:1) | meiste Tore: Sárosi 2 | Olympia-Schwimmhalle, München Zuschauer: 8.750 Schiedsrichter: George Geurtsen |
| 2. September 1972 19:30 Uhr |                                          |                      |                       | Olympia-Schwimmhalle, München Zuschauer: 8.750 Schiedsrichter: George Geurtsen |

| 3. September 1972 14:00 Uhr | BR Deutschland                        | 2:2                  | Italien                             | Dantebad, München Zuschauer: 3.200 Schiedsrichter: Julien Bauwens |
| 3. September 1972 14:00 Uhr | meiste Tore: Nossek, Günter Wolf je 1 | (1:2, 0:0, 0:0, 1:0) | meiste Tore: Pizzo, Lavoratori je 1 | Dantebad, München Zuschauer: 3.200 Schiedsrichter: Julien Bauwens |
| 3. September 1972 14:00 Uhr |                                       |                      |                                     | Dantebad, München Zuschauer: 3.200 Schiedsrichter: Julien Bauwens |

| 3. September 1972 15:30 Uhr | Jugoslawien                          | 2:4                  | Ungarn                                           | Dantebad, München Zuschauer: 3.200 Schiedsrichter: Alphonse Angella |
| 3. September 1972 15:30 Uhr | meiste Tore: Antunović, Bonačić je 1 | (0:1, 1:1, 0:1, 1:1) | meiste Tore: Szívós, Bodnár, Faragó, Sárosi je 1 | Dantebad, München Zuschauer: 3.200 Schiedsrichter: Alphonse Angella |
| 3. September 1972 15:30 Uhr |                                      |                      |                                                  | Dantebad, München Zuschauer: 3.200 Schiedsrichter: Alphonse Angella |

| 3. September 1972 19:30 Uhr | Vereinigte Staaten     | 6:6                  | Sowjetunion                       | Olympia-Schwimmhalle, München Zuschauer: 8.700 Schiedsrichter: Mateo Manguillot |
| 3. September 1972 19:30 Uhr | meiste Tore: Bradley 3 | (0:1, 3:1, 2:2, 1:2) | meiste Tore: Ossipow, Akimow je 2 | Olympia-Schwimmhalle, München Zuschauer: 8.700 Schiedsrichter: Mateo Manguillot |
| 3. September 1972 19:30 Uhr |                        |                      |                                   | Olympia-Schwimmhalle, München Zuschauer: 8.700 Schiedsrichter: Mateo Manguillot |

| 4. September 1972 14:00 Uhr | Jugoslawien                                                  | 5:4                  | BR Deutschland                                                                  | Dantebad, München Zuschauer: 3.250 Schiedsrichter: Eugeni Asencio |
| 4. September 1972 14:00 Uhr | meiste Tore: Perišić, Antunović, Sandić, Rudić, Lopatny je 1 | (3:0, 0:1, 1:1, 1:2) | meiste Tore: Hermann Haverkamp, Peter Teicher, Ludger Weeke, Ingulf Nossek je 1 | Dantebad, München Zuschauer: 3.250 Schiedsrichter: Eugeni Asencio |
| 4. September 1972 14:00 Uhr |                                                              |                      |                                                                                 | Dantebad, München Zuschauer: 3.250 Schiedsrichter: Eugeni Asencio |

| 4. September 1972 15:30 Uhr | Vereinigte Staaten                 | 6:5                  | Italien                   | Dantebad, München Zuschauer: 3.240 Schiedsrichter: Eugenio Martínez |
| 4. September 1972 15:30 Uhr | meiste Tore: Sheerer, Bradley je 2 | (2:1, 1:1, 2:1, 1:2) | meiste Tore: Ghibellini 2 | Dantebad, München Zuschauer: 3.240 Schiedsrichter: Eugenio Martínez |
| 4. September 1972 15:30 Uhr |                                    |                      |                           | Dantebad, München Zuschauer: 3.240 Schiedsrichter: Eugenio Martínez |

| 4. September 1972 19:30 Uhr | Ungarn                                         | 3:3                  | Sowjetunion                                    | Olympia-Schwimmhalle, München Zuschauer: 10.780 Schiedsrichter: Cornel Mărculescu |
| 4. September 1972 19:30 Uhr | meiste Tore: Szívós, Zoltán Kásás, Sárosi je 1 | (2:1, 1:1, 0:1, 0:0) | meiste Tore: Ossipow, Schidlowski, Drewal je 1 | Olympia-Schwimmhalle, München Zuschauer: 10.780 Schiedsrichter: Cornel Mărculescu |
| 4. September 1972 19:30 Uhr |                                                |                      |                                                | Olympia-Schwimmhalle, München Zuschauer: 10.780 Schiedsrichter: Cornel Mărculescu |

#### Gruppe II
| Platz | Team        | Siege | Unent. | Ndlg. | Tore  | Diff. | Punkte |
| ----- | ----------- | ----- | ------ | ----- | ----- | ----- | ------ |
| 07.   | Niederlande | 4     | 1      | 0     | 29:20 | + 9   | 9      |
| 08.   | Rumänien    | 3     | 1      | 1     | 24:19 | + 5   | 7      |
| 09.   | Kuba        | 3     | 1      | 1     | 24:23 | + 1   | 7      |
| 10.   | Spanien     | 2     | 0      | 3     | 26:26 | 0     | 4      |
| 11.   | Bulgarien   | 0     | 2      | 3     | 17:23 | - 6   | 2      |
| 12.   | Australien  | 0     | 1      | 4     | 18:27 | - 9   | 1      |

| 1. September 1972 14:00 Uhr | Rumänien             | 7:4 | Spanien | Dantebad, München Zuschauer: 1.930 |
| 1. September 1972 14:00 Uhr | (1:2, 2:0, 0:0, 4:2) |     |         | Dantebad, München Zuschauer: 1.930 |
| 1. September 1972 14:00 Uhr |                      |     |         | Dantebad, München Zuschauer: 1.930 |

| 1. September 1972 15:30 Uhr | Niederlande          | 5:2 | Bulgarien | Dantebad, München Zuschauer: 1.740 |
| 1. September 1972 15:30 Uhr | (1:0, 0:1, 2:1, 2:0) |     |           | Dantebad, München Zuschauer: 1.740 |
| 1. September 1972 15:30 Uhr |                      |     |           | Dantebad, München Zuschauer: 1.740 |

| 1. September 1972 19:30 Uhr | Kuba                 | 6:5 | Australien | Dantebad, München Zuschauer: 1.200 |
| 1. September 1972 19:30 Uhr | (1:1, 3:2, 1:1, 1:1) |     |            | Dantebad, München Zuschauer: 1.200 |
| 1. September 1972 19:30 Uhr |                      |     |            | Dantebad, München Zuschauer: 1.200 |

| 2. September 1972 14:00 Uhr | Rumänien             | 4:3 | Bulgarien | Dantebad, München Zuschauer: 1.280 |
| 2. September 1972 14:00 Uhr | (2:2, 1:0, 1:0, 0:1) |     |           | Dantebad, München Zuschauer: 1.280 |
| 2. September 1972 14:00 Uhr |                      |     |           | Dantebad, München Zuschauer: 1.280 |

| 2. September 1972 15:30 Uhr | Australien           | 4:8 | Spanien | Dantebad, München Zuschauer: 1.230 |
| 2. September 1972 15:30 Uhr | (0:1, 2:1, 1:3, 1:3) |     |         | Dantebad, München Zuschauer: 1.230 |
| 2. September 1972 15:30 Uhr |                      |     |         | Dantebad, München Zuschauer: 1.230 |

| 2. September 1972 19:30 Uhr | Kuba                 | 6:8 | Niederlande | Dantebad, München Zuschauer: 2.340 |
| 2. September 1972 19:30 Uhr | (2:1, 2:5, 0:2, 2:0) |     |             | Dantebad, München Zuschauer: 2.340 |
| 2. September 1972 19:30 Uhr |                      |     |             | Dantebad, München Zuschauer: 2.340 |

| 3. September 1972 14:00 Uhr | Australien           | 4:4 | Bulgarien | Dantebad, München Zuschauer: 1.870 |
| 3. September 1972 14:00 Uhr | (2:2, 1:0, 1:1, 0:1) |     |           | Dantebad, München Zuschauer: 1.870 |
| 3. September 1972 14:00 Uhr |                      |     |           | Dantebad, München Zuschauer: 1.870 |

| 3. September 1972 15:30 Uhr | Rumänien             | 5:5 | Niederlande | Dantebad, München Zuschauer: 2.170 |
| 3. September 1972 15:30 Uhr | (2:2, 1:2, 0:1, 2:0) |     |             | Dantebad, München Zuschauer: 2.170 |
| 3. September 1972 15:30 Uhr |                      |     |             | Dantebad, München Zuschauer: 2.170 |

| 3. September 1972 19:30 Uhr | Kuba                 | 4:3 | Spanien | Dantebad, München Zuschauer: 2.870 |
| 3. September 1972 19:30 Uhr | (2:1, 1:2, 0:0, 1:0) |     |         | Dantebad, München Zuschauer: 2.870 |
| 3. September 1972 19:30 Uhr |                      |     |         | Dantebad, München Zuschauer: 2.870 |

| 4. September 1972 14:00 Uhr | Kuba                 | 4:4 | Bulgarien | Dantebad, München Zuschauer: 2.640 |
| 4. September 1972 14:00 Uhr | (0:0, 2:3, 1:0, 1:1) |     |           | Dantebad, München Zuschauer: 2.640 |
| 4. September 1972 14:00 Uhr |                      |     |           | Dantebad, München Zuschauer: 2.640 |

| 4. September 1972 15:30 Uhr | Rumänien             | 5:3 | Australien | Dantebad, München Zuschauer: 2.630 |
| 4. September 1972 15:30 Uhr | (1:1, 2:1, 1:0, 1:1) |     |            | Dantebad, München Zuschauer: 2.630 |
| 4. September 1972 15:30 Uhr |                      |     |            | Dantebad, München Zuschauer: 2.630 |

| 4. September 1972 19:30 Uhr | Niederlande          | 7:5 | Spanien | Olympia-Schwimmhalle, München Zuschauer: 2.780 |
| 4. September 1972 19:30 Uhr | (0:1, 3:0, 2:2, 2:2) |     |         | Olympia-Schwimmhalle, München Zuschauer: 2.780 |
| 4. September 1972 19:30 Uhr |                      |     |         | Olympia-Schwimmhalle, München Zuschauer: 2.780 |

## Quelle
- Volker Kluge: Olympische Sommerspiele. Die Chronik III. Mexiko-Stadt 1968 – Los Angeles 1984. Sportverlag Berlin, Berlin 2000, ISBN 3-328-00741-5, S. 335–337.